# Ambasadorowie Wielkiej Brytanii w Holandii
Ambasadorowie Wielkiej Brytanii w Holandii – oficjalnym tytułem ambasadorów Zjednoczonego Królestwa Wielkiej Brytanii i Irlandii Północnej w Holandii jest: Her Britannic Majesty’s Ambassador to the Kingdom of the Netherlands.

## XVII wiek
- 1603–1613: Sir Ralph Winwood[1]
- 1607–1609: sir Richard Spencer[1]
- 1614–1615: Sir Henry Wotton[1]
- 1615–1625 i 1625–1632: sir Dudley Carleton[1]
- 1625: George Villiers, 1. książę of Buckingham[1]
- 1632–1649: Sir William Boswell'[1]
- 1642–1650: Walter Strickland[1]
- 1644: Henry Jermyn
- 1652–1654: I wojna angielsko-holenderska, brak stosunków dyplomatycznych
- 1657–1665: Sir George Downing[1]
- 1665–1667: II wojna angielsko-holenderska, brak stosunków dyplomatycznych
- 1668–1670: Sir William Temple[1]
- 1671–1672: William Blathwayt Chargé d’Affaires[1]
- 1672–1674: III wojna angielsko-holenderska, brak stosunków dyplomatycznych
- 1674–1679: Sir William Temple[1]
- 1678–1679: Roger Meredith Chargé d’Affaires[1]
- 1679–1681: Henry Sidney[1]
- 1681–1682: Thomas Plott[1]
- 1681–1685: Thomas Chudleigh[1]
- 1685–1686: Bevil Skelton[1]
- 1686–1688: Ignatius White[2][1]
- 1689: Thomas Herbert, Earl of Pembroke[3]
- 1689–1695: Charles Berkley[3][4]
- 1690: William Harbord[3]
- 1695–1697: Edward Villiers, 1. hrabia Jersey[3]
- 1697–1699: sir Joseph Williamson[3]
- 1699–1701: Richard Hill of Hawkstone

## XVIII wiek
- 1701 i 1702–1712: John Churchill, 1. książę Marlborough[3]
- 1700–1706: Alexander Stanhope[3]
- 1706–1707: George Stepney[3] i James Dayrolle (1706–1712 rezydent w Hadze)[3]
- 1707–1709: William Cadogan, 1. hrabia Cadogan[3]
- 1709–1711: Charles Townshend, 2. wicehrabia Townshend[3]
- 1711: Charles Boyle (4. hrabia Orrery)[3]
- 1711–1714: Thomas Wentworth, 1. hrabia Strafford[3] (ambasador) i (1711) Charles Boyle, 4. hrabia Orrery (wysłannik nadzwyczajny)
- 1714–1720: William Cadogan, 1. hrabia Cadogan (II raz, od 1716 ambasador)[3]
- 1715: Horatio Walpole, 1. baron Walpole of Wolterton (styczeń-kwiecień) I raz
- 1715–1716: Horatio Walpole, 1. baron Walpole of Wolterton[3] II raz
- 1717: William Leathes[3]
- 1717–1721: Charles Whitworth, 1. baron Whitworth[3][5]
- 1717–1739: James Dayrolle (rezydent)[3]
- 1722: Horatio Walpole, 1. baron Walpole of Wolterton III raz (maj – lipiec)[3]
- 1724–1728: William Finch[3]
- 1728–1732: Philip Dormer Stanhope, 4. hrabia Chesterfield[3]
- 1733–1734: William Finch II raz[3][6]
- 1734–1739: Horatio Walpole, 1. baron Walpole of Wolterton IV raz[3]
- 1736–1746: Robert Trevor[3][7]
- 1742: John Carteret, 2. hrabia Granville
- 1742–1743: John Dalrymple, 2. hrabia Stair[3]
- 1745 Philip Dormer Stanhope, 4. hrabia Chesterfield[3]
- 1746–1749: John Montagu[3]
- 1747–1752: Solomon Dayrolle (rezydent)[3]
- 1749–1751: Robert Darcy, 4. hrabia Holderness[3]
- 1751–1780: Joseph Yorke[3]
- 1780–1784: IV wojna angielsko-holenderska, brak stosunków dyplomatycznych[3]
- 1784–1789: James Harris, 1. hrabia Malmesbury[3][8]
- 1789–1790: Alleyne Fitzherbert[3][8][9]
- 1790–1793: William Eden, 1. baron Auckland[8][9]
- 1790–1793: Henry John Spencer, lord Spencer[8][9]
- 1793–1794: William Eliot, 2. hrabia St Germans[8][9]
- 1794–1795: Alleyne FitzHerbert[8][9]
- 1795–1802: stosunki dyplomatyczne nie były utrzymywane

## XIX wiek
- 1802–1803: Robert Liston (Republika Batawska)[8][9]
- 1803–1813: stosunki dyplomatyczne nie były utrzymywane
- 1813–1815: Richard Le Poer Trench, 2. hrabia Clancarty[8][9]
- 1815: Charles Stuart, 1. baron Stuart de Rothesay[8][9]
- 1815–1816: John James[8][9]
- 1816–1817: George William Chad[9]
- 1817–1824: Richard Le Poer Trench, 2. hrabia Clancarty[8][9]
- 1818–1819, 1819, 1822 and 1824: George William Chad[8][9]
- 1824: Granville Leveson-Gower, 1. wicehrabia Granville[8][9]
- 1824: Andrew Snape Douglas[8][9]
- 1824–1829: Sir Charles Bagot[8][9]
- 1829–1832: Thomas Cartwright[8][9]
- 1832: John Duncan Bligh[8][9]
- 1833–1836: George Sulyarde Stafford Jerningham Chargé d’affaires[8][9]
- 1836–1851: Sir Edward Cromwell Disbrowe[8][9]
- 1851–1858: Sir Ralph Abercromby[9]
- 1858–1860: Francis Napier
- 1860–1862: Sir Andrew Buchanan
- 1862–1867: Sir John Ralph Milbanke
- 1867–1877: Edward Harris
- 1877–1888: William Stuart
- 1888–1896: Sir Horace Rumbold, 8. baronet
- 1896–1908: Sir Henry Howard

## XX wiek
- 1908-1910: George Buchanan
- 1910–1917: Alan Johnstone[10]
- 1917–1919: Sir Walter Townley[10]
- 1919–1921: Sir Ronald Graham[10]
- 1921–1926: Sir Charles Marling[10]
- 1926–1928: Granville Leveson-Gower[10]
- 1928–1933: Sir Odo Russell
- 1933–1938: Sir Hubert Montgomery[10]
- 1938–1948: Sir Nevile Bland
- 1948–1952: Sir Philip Nichols[10][11]
- 1952–1954: Sir Nevile Butler[10][12]
- 1954–1960: Sir Paul Mason[10]
- 1960–1964: Sir Andrew Noble
- 1964–1970: Sir Peter Garran[13]
- 1970–1972: Sir Edward Tomkins
- 1972–1977: Sir John Barnes
- 1977–1979: Sir Richard Sykes[14]
- 1979–1981: Sir Jock Taylor
- 1981–1984: Sir Philip Mansfield[15]
- 1984–1988: Sir John Margetson
- 1988–1993: Sir Michael Jenkins
- 1993–1996: Sir David Miers
- 1996–2001: Dame Rosemary Spencer

## XXI wiek
- 2001–2005: Sir Colin Budd
- 2005–2009: Lyn Parker
- 2009–2013: Paul Arkwright
- 2013–2017: Sir Geoffrey Adams
- 2017–: Peter Wilson[16]